# Haute-Goulaine
Haute-Goulaine är en kommun i departementet Loire-Atlantique i regionen Pays de la Loire i nordvästra Frankrike. Kommunen ligger i kantonen Vertou-Vignoble som tillhör arrondissementet Nantes. År 2022 hade Haute-Goulaine 5 992 invånare.

## Befolkningsutveckling
Antalet invånare i kommunen Haute-Goulaine
| Referens: INSEE |